# Caudex

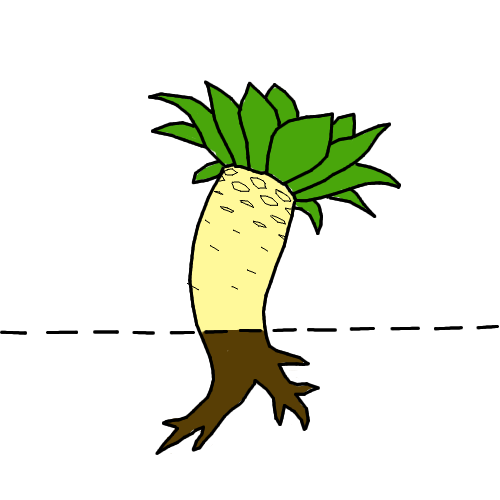
Sơ đồ mô tả hình dạng caudex

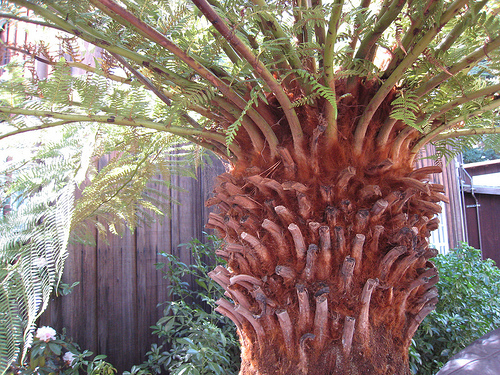
Caudex của cây dương xỉ thân gỗ Dicksonia antarctica, bên ngoài giống thân cây gỗ nhưng có cấu tạo trong khác biệt.

Trong hình thái học thực vật, caudex (số nhiềuː caudices) là một kiểu thân cây biến dạng phình to nhưng thuật ngữ này cũng được dùng để chỉ gốc ghép và đặc biệt là cấu trúc thân cơ bản mà từ đó cây sinh trưởng cơ quan mới.
Theo nghĩa chặt chẽ của thuật ngữ này, "caudex" có nghĩa là thân cây, thường được sử dụng với những thực vật có hình thái thân khác với thân thực vật có hoa điển hình.
Caudex xuất hiện ở nhiều nhóm phân loại thực vật, bao gồm nhưng không phải tất cả loài trong họ Cau (Arecaceae), ngành Dương xỉ (Polypodiopsida) và bộ Tuế (Cycadales). Caudex ở một số loài có thể đạt kích thước ấn tượng, như caudex ở các loài thuộc chi Prangos có thể nặng tới 15 kg. Kiểu thân này cũng là dạng sống điển hình nhất cho các cây bụi nhỏ, đặc biệt là những cây phổ biến ở sa mạc, bán sa mạc và cảnh quan núi. Nó được tìm thấy trong các loài thực vật thuộc họ Hoa hồng (Rosaceae) từ các chi Ỷ lăng (Potentilla), chi Sibbaldia, một số chi trong họ Cúc (Asteraceae), phân họ Rau muối (Chenopodioideae) và họ Bạch hoa đan (Plumbaginaceae).

## Từ nguyên
Thuật ngữ này bắt nguồn từ tiếng Latin caudex, một danh từ có nghĩa là "thân cây".

## Phân loại
Caudex được chia thành hai dạng chính:
- Brevicaule (hoặc caudiciform) có nghĩa đen là giống thân cây, có khi được dùng như từ đồng nghĩa với pachycaul. Bề ngoài của dạng thân cây này tương tự như một viên sỏi, hình tròn, dẹt và thân chính có rất ít hoặc không có gỗ (tiếp đầu ngữ brev-). Ví dụ: chi Dolichos, chi Kedrostis, chi Raphionacme, chi Sâm mùng tơi Talinum.
- Pachycaul nghĩa là thân to không cân xứng với chiều cao và rất ít nhánh.[3] Dạng thân cây này có thân chính hoặc thân (caule) rất dày (tiếp đầu ngữ pachy-) hoặc hình chai. Ví dụ: bao báp, Dorstenia gigas, một số cây trong chi Dầu mè Jatropha, cây Kim ngân Pachira aquatica, chi Pachypodium.

Ngoài ra còn có những dạng thân trung gian của hai dạng trên, loại này chỉ có một phần thân gỗ (chi Fockea).

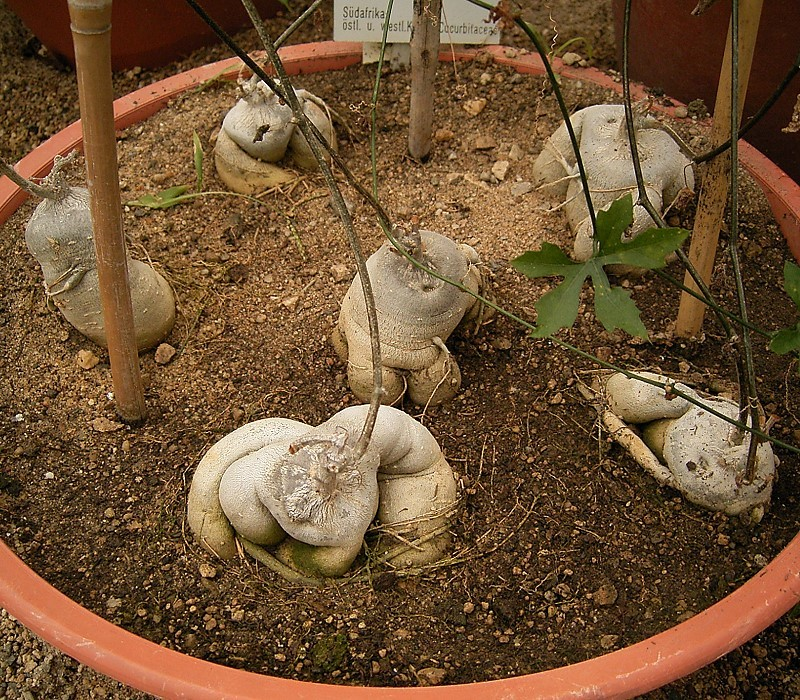
Caudex dạng brevicaule ở loài Kedrostis nana
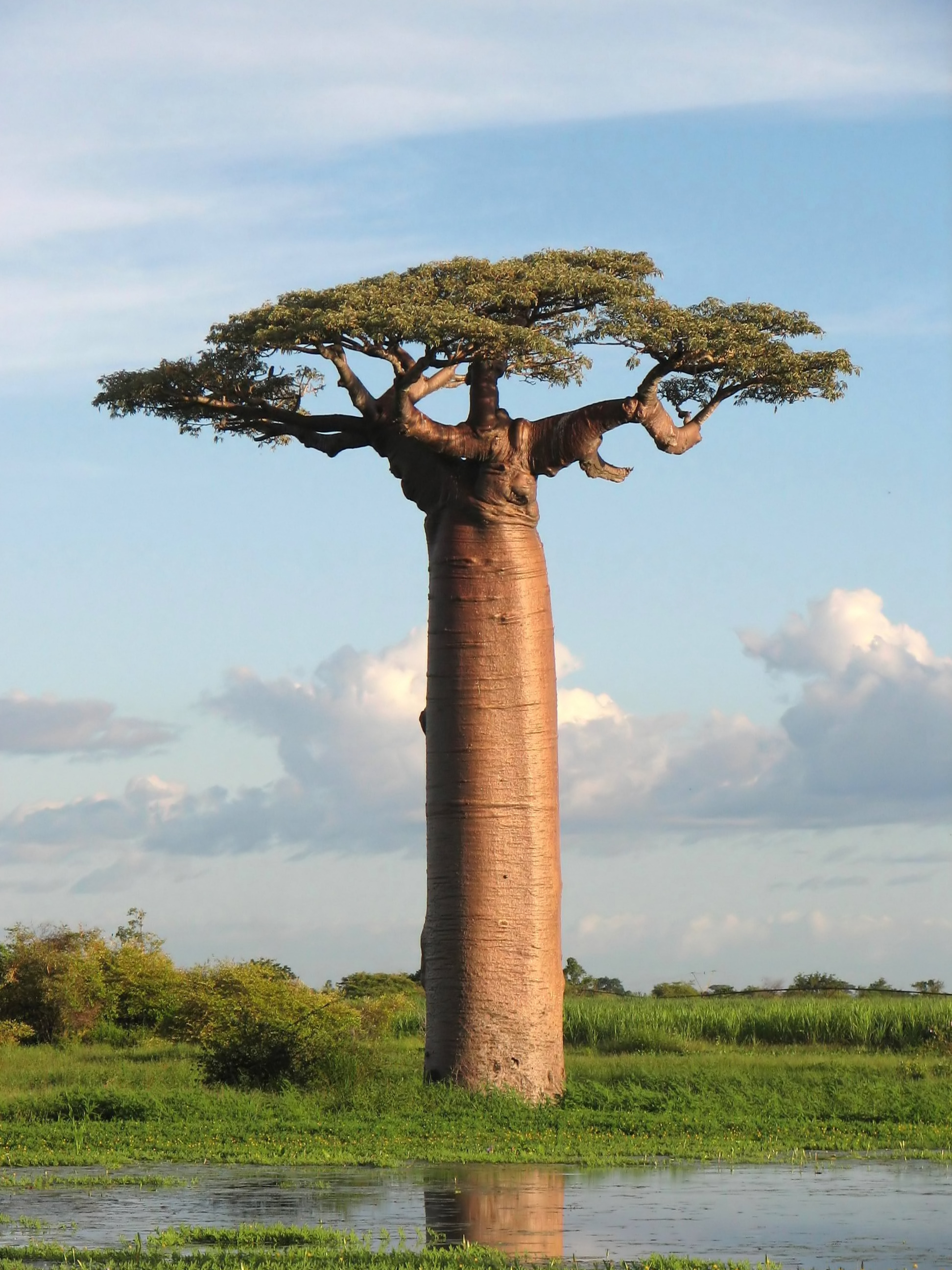
Caudex dạng pachycaul ở cây bao báp
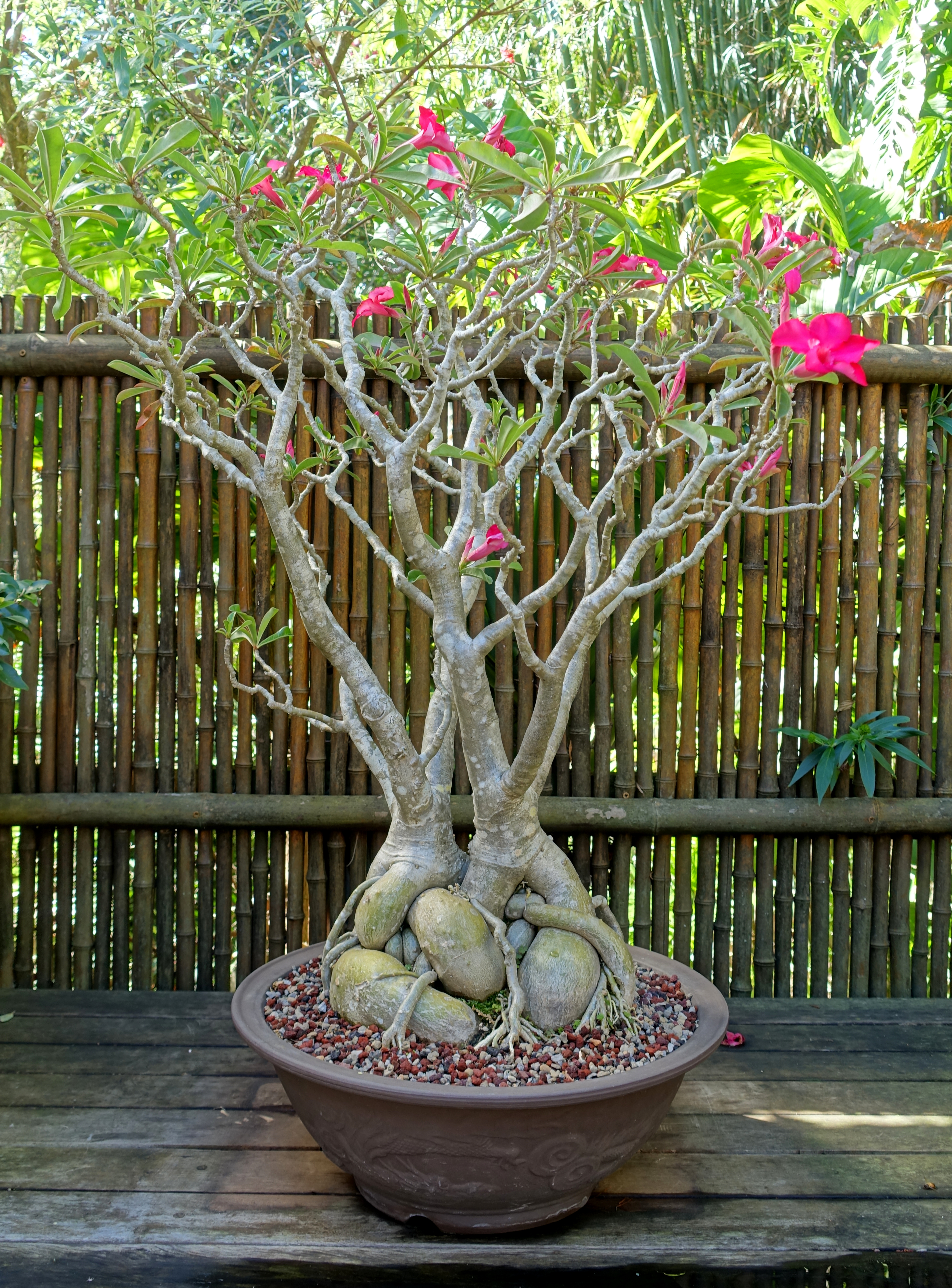
Caudex ở cây Sứ Thái Lan Adenium obesum
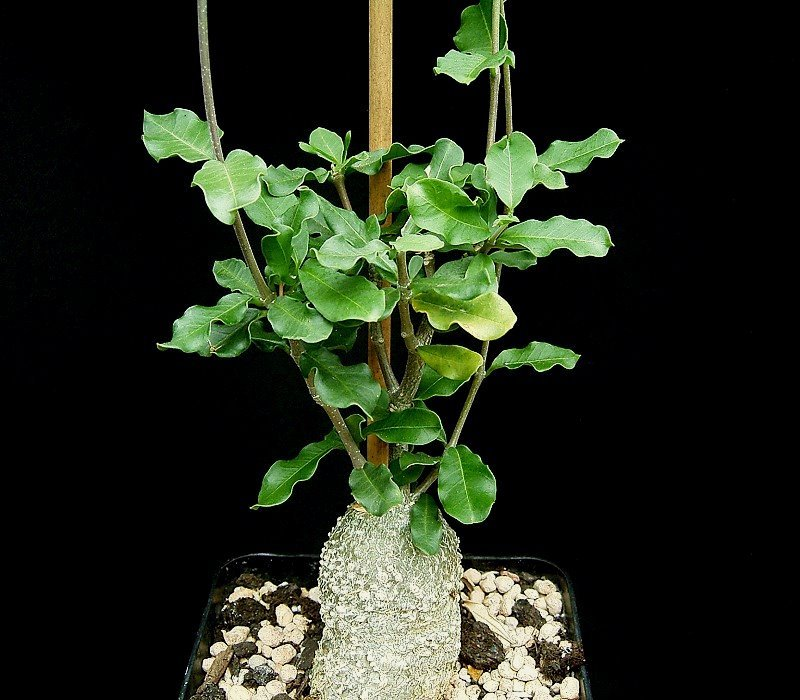
Caudex dạng trung gian ở loài Fockea edulis
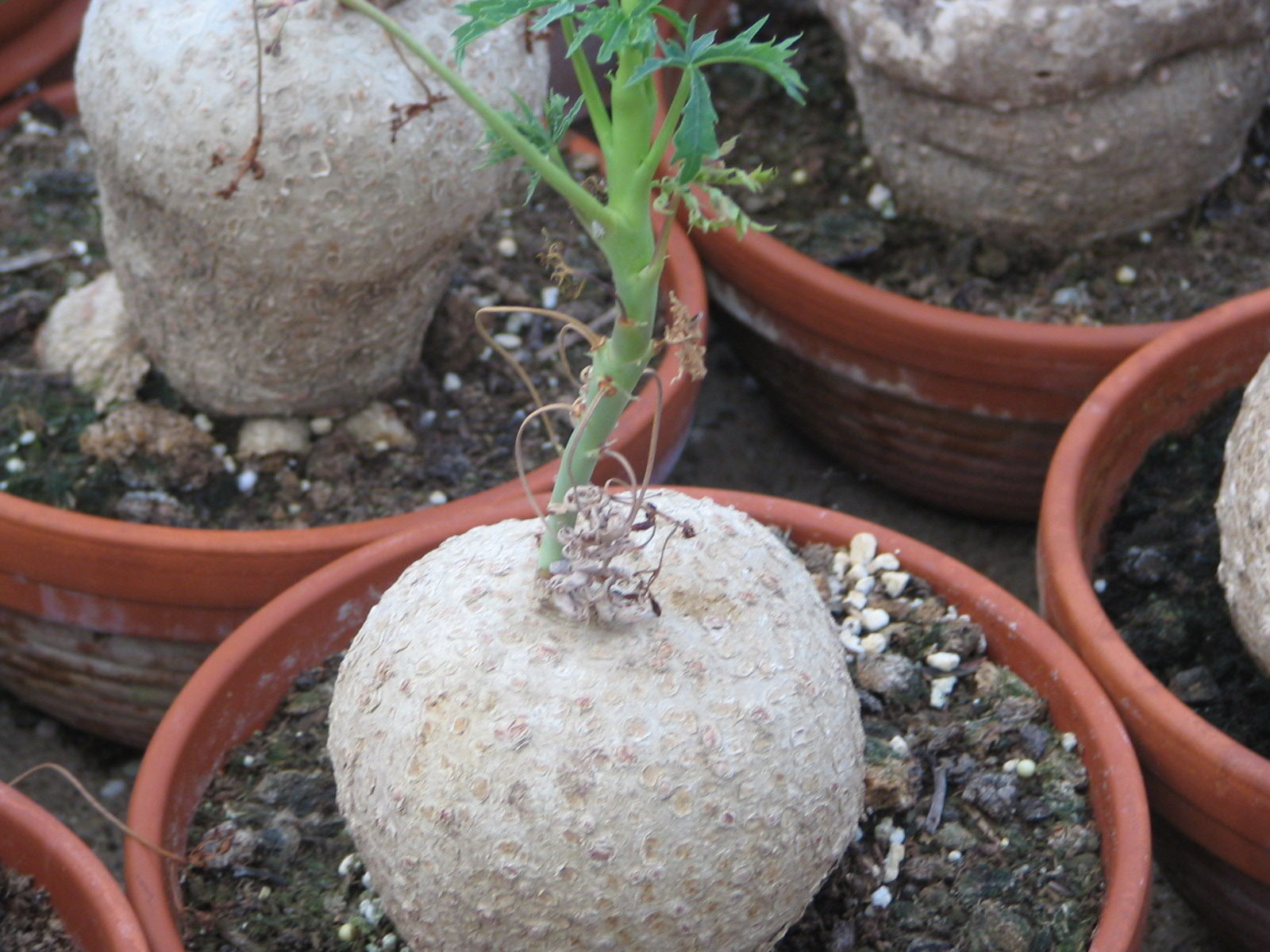
Caudex của Jatropha cathartica là pachycaul, thân dày lên giúp dự trữ nước.